# 庄司峠
庄司峠 （しょうじとうげ）は、三重県松阪市・津市境にある峠。

## 概要
庄司峠は国道422号上に位置する峠であるが、開通しておらず点線国道になっている（野又峠も同様）。迂回するには国道368号・国道166号を使って大きく回り込まなければいけない。

## 道路状況
前述のとおり庄司峠は国道422号の未開通部分である。美杉村側の端点は丹生俣（にゅうまた）付近から道幅が狭くなる。木地屋集落を過ぎると完全1車線で路面は荒れ放題になり、自動車での通行は困難を極める。端点では道が二手に分かれている。飯高町側の端点付近は整備されている。